# لینکس ایر (کانادا)
لینکس (به انگلیسی: Lynx Air) با نام سابق انترجت (به انگلیسی: Enerjet) یک شرکت هواپیمایی با کد یاتا Y9 است که در ۲۰۰۶ میلادی تأسیس شده و در ۲۰۰۹ فعالیتش را آغاز کرده‌است. دفتر مرکزی لینکس ایر در کلگری، آلبرتا، کانادا واقع شده‌است.